# Bad Kids Go to Hell
Bad Kids Go to Hell è un film del 2012 diretto da Matthew Spradlin. 
Pellicola horror prodotta negli Stati Uniti, sceneggiata dal regista Matthew Spradlin con l'aiuto di Barry Wernick. 

## Trama
La S.W.A.T. sfonda le porti di una biblioteca e trova una scia di cadaveri che porta a un ragazzo con in mano un'ascia piena di sangue.
Otto ore prima: lo psicologo e professore denominato Dr. Day, dopo aver fatto alcuni test psicologici e aver giudicato la mentalità di Matt Clark a dir poco disturbante, decide di chiudere lui e altre cinque persone in una biblioteca per otto ore; come punizione per il loro comportamento. Tutti gli studenti provengono da famiglie ricche e per questo frequentano la Crestview, una scuola privata e super prestigiosa. I puniti sono Matt Clark, il goffo Tarek Ahmed, l'atletico Craig Cook, la stravagante dark Veronica Harmon, l'asmatica Megan McDurst e la popolarissima Tricia Wilkes. All'esterno della biblioteca rimangono il Dr. Day e il bidello Max.
I sei, decidono di ingannare il tempo invocando il fantasma di un indiano morto tempo prima nella biblioteca. Riunendosi, tutti scherzano sull'esistenza del fantasma, ma ben presto si convincono che lo spirito esiste per davvero visto che alcune luci della stanza vengono rotte inspiegabilemente. Megan, ha un attacco di asma e rompe il cerchio. Non riuscendo a prendere l'inalatore per l'asma, la ragazza muore. I cinque rimasti cercano di andarsene dalla biblioteca ma non vi riescono. Perquisendo ogni borsa, scoprono che l'inalatore dell'asma ce l'aveva Tarek, di cui si rivanga una storia di invidia nei confronti di Megan, ammessa ad Harvard a differenza sua.
Grazie al computer della biblioteca, Veronica scopre che l'indiano morto tempo addietro è in realtà Jacob Rainwater. Tricia crede all'innocenza di Tarek e al fantasma, al contrario di Matt. Il ragazzo, si introduce nel condotto d'aria per cercare di raggiungere il Dr. Day e Max, che tuttavia non lo sentono. Un branco di scarafaggi passa per il condotto e Matt si salva rompendolo e arrivando nell'ufficio di un docente, ma è costretto a ritornare indietro visto che anche la porta di quella stanza è chiusa a chiave. Veronica scopre che tempo addietro, Matt è stato in carcere minorile dove venne anche stuprato. I suoi compagni di detenzione lo guardano male e per questo, lui decide di rivelare loro che tempo prima, alla festa a scuola, ha spiato Craig e Tricia discutere su chi dovesse andare sul palco. L'uomo allude alla ferita della ragazza e cerca vanamente di convincerla in qualche modo. Non potendo convincerla, Craig le prepara una trappola sul palcoscenico, ma viene salvata da Matt che causa una ferita alla gamba a Craig.
I ragazzi incominciano a litigare per quanto rivelato e solo dopo notano che Tarek è scomparso misteriosamente. Questo non impedisce ai detenuti di arrabbiarsi gli uni con gli altri a tal punto che Craig è costretto a cacciare una pistola. Il fantasma si manifesta di nuovo e Matt e Veronica vengono intrappolati in una camera da Craig, dove sembra apparire uno spirito vero e proprio, che poi si rivelerà essere un semplice ologramma. Craig spara alla cieca per difendersi da qualcosa di invisibile. Tricia, terrorizzata lo colpisce alla testa e, facendolo cadere dalle scale, lo uccide. Quando Veronica e Matt escono dalla stanza, Tricia prende la pistola del ragazzo deceduto e decide di buttarla dalla finestra. L'ex detenuto e la dark cominciano a fare sesso, ma vengono interrotti da Tricia che li avverte che fuori dalla finestra si intravede Max, intento a parlare con sua madre. Un fulmine colpisce la struttura e rompe uno specchio, ferendo Matt. Il ragazzo, crede che ci sia un metodo per fuggire attraverso lo specchio rotto, ma fallisce miseramente.
Tricia riferisce a Matt di come sua madre la trattava male e il ragazzo replica che non è poi così diversa dalla sua di madre, che oltre tutto si drogava. La ragazza colpisce l'ex detenuto con uno sparachiodi, offesa da quanto detto. Veronica, fermatala, rivela a tutti di sapere che Jacob Rainwater venne ucciso da Tricia, Megan, Craig e Tarek. Veronica decide di fare un'altra seduta spiritica per richiamare il fantasma di Jacob. Quando questo avviene, Veronica viene apparentemente sgozzata. Tricia, spaventata, si suicida con lo sparachiodi.
Si scopre poi che in realtà Veronica non è morta e che non è mai esistito alcun fantasma. Tutto è stato programmato dalla ragazza e dal Dr. Day per poter analizzare il comportamento dei ragazzi, tutti oggetto di cure psichiatriche. La motivazione dei due era quella di creare un nuovo best seller: cinque ragazzi uccisi in una biblioteca, dove, anni prima i loro genitori hanno avuto legami professionali. Matt però non era previsto che fosse lì tra i puniti. Veronica cerca di ucciderlo, ma è lei stessa ad essere vittima dal Dr. Day, tradito dalla stessa che avendo registrato tutto avrebbe le prove dei delitti commessi. Dr. Day è poi ucciso accidentalmente da una trappola esplosiva celata nella statua. Quando lo S.W.A.T. entra, vede Matt con l'ascia in mano e lo ritiene responsabile del massacro.
La polizia immobilizza Matt e analizza la scena del crimine. Max, il bidello, interviene rivelando al preside che la statua venne creata per onorare Jacob Rainwater scrittore e poeta. Matt, capisce allora che Max era complice di Veronica e del Dr. Day, ma non può fare niente al riguardo.
La polizia lo porta via, mentre Max ruba il registratore di Veronica. 